# Kraanvogels
De (eigenlijke) kraanvogels (Gruidae) zijn een familie van de orde der kraanvogelachtigen (Gruiformes). De familie telt 15 soorten.

## Beschrijving
Alle kraanvogels zijn grote vogels met lange poten en een lange nek. Een kraanvogel vliegt met een gestrekte nek, dus anders dan reigers, die in de vlucht een vergelijkbaar formaat en profiel hebben, maar geen familie zijn, en met ingetrokken nek vliegen. De meeste soorten kraanvogels hebben een ingewikkeld en luidruchtig paringsritueel. Kraanvogels die een paarband hebben gevormd, blijven hun hele leven bij elkaar. Sommige soorten trekken over grote afstanden, terwijl kraanvogels die in een warm klimaat leven helemaal niet trekken. Kraanvogels zoeken elkaars gezelschap en kunnen grote troepen vormen.
Het voedselpatroon van de kraanvogel varieert met het seizoen. Ze eten kleine prooidieren zoals knaagdieren, vis en amfibieën, maar aan het einde van de zomer en in de herfst ook granen en bessen. De cranberry wordt zo genoemd omdat ze veel gegeten wordt door een kraanvogel die veel voorkomt in de noordelijke gebieden van de Verenigde Staten.

## Voorkomen en bedreiging
Representanten van deze familie komen voor in alle gebieden met uitzondering van Antarctica en Zuid-Amerika. In Australië worden sommige vogels "kraanvogel" genoemd die geen kraanvogels zijn: de "white crane" is in feite de grote zilverreiger (Egretta alba), terwijl de "blue crane" de witwangreiger (Egretta novaehollandiae) is.
Overal op de wereld gaan de aantallen kraanvogels achteruit. De positie van de trompetkraanvogel (Grus americana) in Noord-Amerika heeft tot wetgeving in de Verenigde Staten geleid die gericht is op het beschermen van bedreigde soorten.

## Taxonomie
In totaal zijn er 15 soorten verdeeld over vier geslachten:
- Geslacht Balearica (2 soorten kroonkraanvogels)
- Geslacht Leucogeranus (1 soort: Siberische witte kraanvogel)
- Geslacht Antigone (4 soorten)
- Geslacht Grus (8 soorten, waaronder de in Nederland broedende kraanvogel)

## Symboliek
De kraanvogel is al sinds de oudheid een symbolische vogel en wordt in sommige landen als een heilig dier beschouwd.
De mythe van de kraanvogel is wijd verspreid en algemeen bekend in het Aegeïsch gebied, Zuid-Arabië, Japan en onder de indianen van Noord-Amerika.

### Griekse Oudheid
Geranion is Grieks voor kraanvogel. Daaruit afgeleid is de naam van het plantengeslacht Geranium. De kraanvogel was een soort voorteken. In het verhaal van Ibycus en de Kraanvogels werd Ibycus (een dichter uit de zesde eeuw voor Christus) door een dief aangevallen en voor dood achtergelaten. Ibycus riep een vlucht passerende kraanvogels te hulp, die de moordenaar volgden tot aan een open plek waar ze net zo lang boven hem bleven hangen totdat hij verslagen door schuld de misdaad bekende.

### Egyptische Oudheid
Het Egyptische hiëroglief-symbool voor de letter B is de kraanvogel.

### Azteken
Het oude volk van de Azteken in Zuid-Amerika dankt zijn naam aan de kraanvogels: de Azteken zijn oorspronkelijk afkomstig uit de landstreek Aztlan, hetgeen betekent: dicht bij de kraanvogels (azta = kraanvogels, tlan = dicht bij).

### Islam
In Mekka, in het voor-islamitische Zuid-Arabië, belichaamden de drie dochters van de maangod Hubal, de drie godinnen die voorspraak zouden doen bij God, de "Drie Verheven Kraanvogels" (Gharaniq). Zij worden genoemd in de Koran, ayat 19 en 20 van Soera De Ster. Er zijn overleveringen dat deze ayat gevolgd werden door de zogenoemde duivelsverzen waarin een goddelijke status aan deze dochters zou zijn toegekend.

### Christendom
In de christelijke iconografie is kraanvogel het symbool van de waakzaamheid.

### Japan
In Japan wordt de kraanvogel (Grus japonensis) als gelukbrengend beschouwd, als symbool van een lang leven en afgebeeld met andere symbolen van een lang leven als pijnboom, bamboe en schildpad. In het feodale Japan werd de kraanvogel beschermd door de heersende macht en gevoerd door de boeren. Toen het feodale systeem werd afgezworen in het Meiji-tijdperk in de 19e eeuw werd de bescherming van de kraanvogels stopgezet, wat hen bijna aan de grens van de uitroeiing bracht.
Japan noemde een van zijn eilanden Tsuru ("Kraanvogel").
Als iemand, volgens de traditie, 1000 origami-kraanvogels vouwt zal zijn wens tot gezondheid in vervulling gaan. Sinds de dood van Sadako Sasaki, slachtoffer van de atoombom op Hiroshima geldt dit ook voor een wens tot vrede.
In Noord-Hokkaido voerden de vrouwen van de Ainu, wier cultuur meer Siberisch is dan Japans, een kraanvogeldans uit die in 1908 door de fotograaf Arnold Genthe werd vastgelegd.

### China
Volgens de traditie waren de Chinese “Hemelse kraanvogels” (tian-he) of “Gezegende kraanvogels” (xian-he) boodschappers van wijsheid, de legendarische Taoïstische wijsheden die werden vervoerd op de rug van een kraanvogel.

### Korea
In Korea wordt al sinds de Silladynastie (646 v.Chr.) een kraanvogeldans uitgevoerd op het binnenplein van de Tongdosa-tempel.

### Taalkundig
Het woord "pedigree" (stamboom) is een verbastering van het oud-Franse "pie de grue", wat "kraanvogelpoot" betekent, omdat een stamboom er net zo uitziet als de tenen aan de voet van een kraanvogel.
Kraanvogels · Koerlans · Trompetvogels · Rallen, porseleinhoentjes, waterhoentjes en koeten · Fuutkoeten · Sarothruridae